# Gephyromantis rivicola
Gephyromantis rivicola es una especie de anfibios de la familia Mantellidae.
Es endémica de Madagascar.
Su hábitat natural se centra en bosques bajos y secos.
Está amenazada de extinción por la pérdida de su hábitat natural.